# كارل غاسنر
كارل غاسنر (بالألمانية: Carl Gassner) هو عالم ألماني عاش في الفترة ما بين سنتي 1855 إلى 1942؛ وبنسب إليه اختراع أول أشكال البطاريات الجافة؛ إذ عمل على تطوير خلية لوكلانشيه العاملة في الوسط السائل بحيث حصل بذات المكونات على شكل جاف، وهو الشكل المستخدم في بطاريات الزنك والكربون الجافة.
ولد كارل غاسنر في مدينة ماينتس ودرس الطب في جامعة ستراسبورغ، ولكن كانت لديه اهتمامات صناعية. بدأ في تطوير خلية لوكلانشيه سنة 1885، وسجل براءة اختراع للبطارية الجافة في سنة 1886 في ألمانيا، وبعدها في سنة 1887 في الولايات المتحدة.
توفي في سنة 1942، ودفن في مدينة ماينتس مسقط رأسه.